# 德拉文 (明尼蘇達州)
德拉文（英語：Delavan，/ˈdɛləvən/ DEL-ə-vən）是一個位於美國明尼蘇達州法里博縣的城市。

## 歷史
作為鐵路沿綫的路段，德拉文於1870年成立，同年設立營運至今的郵局。1877年升格為城市，得名自鐵路公司老闆奧倫·德拉文·布朗（Oren Delavan Brown）。

## 人口
根據2020年美國人口普查的數據，德拉文的面積為2.60平方千米，當中陸地面積為2.60平方千米，而水域面積為0.00平方千米。當地共有人口172人，而人口密度為每平方千米66人。